# (7892) Musamurahigashi
(7892) Musamurahigashi est un astéroïde de la ceinture principale.

## Description
(7892) Musamurahigashi est un astéroïde de la ceinture principale. Il fut découvert le 27 novembre 1994 à Nyukasa par Masanori Hirasawa et Shohei Suzuki. Il présente une orbite caractérisée par un demi-grand axe de 3,20 UA, une excentricité de 0,18 et une inclinaison de 1,4° par rapport à l'écliptique.

## Compléments